# 对甲苯磺酸钡
对甲苯磺酸钡是一种无机化合物，化学式为Ba(CH3C6H4SO3)2。

## 制备及性质
将对甲苯磺酸的水溶液和碳酸钡在50 °C混合反应，升温至80～90 °C后趁热过滤，冷却结晶，在空气中干燥，可得对甲苯磺酸钡无水物。
它的热分解产物是硫酸钡。它和四羟甲基硫酸𬭸反应，可以得到四羟甲基对甲苯磺酸𬭸。